# Stefano Marelli
Stefano Marelli (Cantù, 18 febbraio 1970) è uno scrittore e giornalista svizzero.

## Biografia
Nato a Cantù, in provincia di Como, ma cresciuto a Chiasso, in Svizzera, ha svolto diversi lavori come benzinaio, barista, educatore e giornalista.
Dopo aver scelto la strada della scrittura, ha esordito nel 2013 con il romanzo Altre stelle uruguayane e l'anno seguente la raccolta di racconti Pezzi da 90, storie mondiali, entrambi editi da Rubbettino. Nel 2016 torna in libreria con A dime a dozen, un romanzo on the road sulle tracce di Ernest Hemingway. Ha lavorato come giornalista per RSI, radio-televisione svizzera in lingua italiana, e periodicamente ha pubblicato numerosi racconti su quotidiani e riviste.
In un articolo apparso il 30 dicembre 2013 su La Repubblica, Gianni Mura lo ha inserito tra i cento nomi più significativi del 2013, assegnandoli la votazione di 8/10.
Attualmente vive a Sagno con i suoi due figli, lavorando per il Teletext.

## Pubblicazioni
- Altre stelle uruguayane, Rubbettino Editore, 2013.
- Pezzi da 90, storie mondiali, Rubbettino Editore, 2014.
- A dime a dozen, Rubbettino Editore, 2017.

## Premi letterari
- 2014 - Selezione Bancarella Sport con Altre stelle uruguayane.
- 2014 - Menzione Speciale al Premio letterario del CONI con Altre stelle uruguayane.
- 2013 - Un libro per lo sport con Altre stelle uruguayane.
- 2012 - Parole nel vento con Altre stelle uruguayane.

### Articoli
- Il grande romanzo nascosto nella busta 91 - Antonio D'Orrico - Il Corriere della Sera - SETTE , 31 maggio 2013, su corriere.it.
- Alla ricerca dell'America, Claudio Lo Russo, La Regione

### Videointerviste
- I mondiali e i loro pezzi da 90 - tvsvizzera.it , 12 giugno 2014, su tvsvizzera.it. URL consultato il 10 febbraio 2015 (archiviato dall'url originale l'11 febbraio 2015).
- Stefano Marelli e Antonio D'Orrico parlano di "Altre stelle uruguayane" - Rubbettino Web Channel, ottobre 2013, su youtube.com.

| Controllo di autorità | VIAF (EN) 310658914 · ISNI (EN) 0000 0004 3699 7594 · SBN MILV154744 · LCCN (EN) no2017012941 · GND (DE) 1116581655 · BNE (ES) XX5643540 (data) · BNF (FR) cb16987998x (data) |